# Claes Diedrich Wiebe
Claes Diedrich Wiebe, död 7 augusti 1771, var en svensk-tysk präst.

## Biografi
Claes Diedrich Wiebe prästvigdes 1746 och blev 1748 amiralitetspredikant i Karlskrona amiralitetsförsamling, tillträde 1749. Han blev 1761 kyrkoherde i Karlskrona tyska församling och blev 9 december 1761 assessor i Amiralitetskonsistorium. Wiebe var under en längre tid ordförande i konsistorium efter superintendent Muhrbeck. Han avled 1771.

### Familj
Wiebe var gift med Ulrika Charlotta Wiebe. De fick tillsammans sonen kyrkoherden Carl Peter Wiebe i Billeberga församling.